# Temporada de Furacões do Oceano Pacífico de 1998
A Temporada de Furacões do Oceano Pacífico de 1998, foi uma atividade moderada do furacão, junto de sete ciclones tropicais.